# دان اوینس
دان اوینس (انگلیسی: Dan Evins؛ ۱۱ اکتبر ۱۹۳۵ – ۱۴ ژانویهٔ ۲۰۱۲) کارآفرین اهل ایالات متحده آمریکا بود، که در سال ۱۹۶۹ شرکت کرکر برل را تأسیس کرد.